# Hjalteyri
Hjalteyri ist eine Siedlung im Nordosten von Island.
Sie liegt am Westufer des Eyjafjörðurs und ist 23 km von Akureyri entfernt.
Man erreicht den Ort von der Ringstraße  über den Ólafsfjarðarvegur  und den Hjalteyrarvegur , der 1985 neu angelegt wurde.
Hjalteyri gehört zu der Gemeinde Hörgársveit und hat 43 Einwohner.
Um 1880 fingen Norweger, Schweden, Deutsche und Schotten an hier Hering einzusalzen.
Es entstand ein Fischerdorf mit vielen Herings- und Dorschfangbooten.
Durch den Ersten Weltkrieg verließen die Ausländer Island und der Däne Thor Jensen übernahm die Fischverarbeitung.
Er errichtete in Hjalteyri eine Heringsfabrik, die seiner Zeit größte in Europa war.
Einer der Kunden war die Nordsee Deutsche Hochseefischerei.
Im Mai 1954 brach in der Fabrik ein Feuer  aus, bei dem ein großer Schaden entstand.
Die Fabrik schloss 1966 und ihre Gebäude dienen seit 2008 für Ausstellungen.